# 527205 Zhongdatianwen
527205 Zhongdatianwen è un asteroide della fascia principale. Scoperto nel 2007, presenta un'orbita caratterizzata da un semiasse maggiore pari a 2,332204 UA e da un'eccentricità di 0,227042, inclinata di 4,264645° rispetto all'eclittica.